# نيوبوريبورت (ماساتشوستس)
نيوبوريبورت (بالإنجليزية: Newburyport city, Massachusetts)‏ هي مدينة تقع بولاية ماساتشوستس في الولايات المتحدة. تبلغ مساحتها 27.74 كم2، وترتفع عن سطح البحر 11 م، بلغ عدد سكانها 17,416 نسمة في عام 2010 حسب إحصاء مكتب تعداد الولايات المتحدة وتصل الكثافة السكانية فيها 627.8 نسمة لكل كيلومتر مربع (1,626.0/ميل2).

## التركيبة السكانية
حدّد مكتب تعداد الولايات المتحدة بيانات التركيبة السكانية لنيوبوريبورت في تعداد الولايات المتحدة. في ما يلي، التركيبة السكانية حسب تعدادي 2000 و2010.

### تعداد عام 2000
بلغ عدد سكان نيوبوريبورت 17,189 نسمة بحسب تعداد عام 2000، وبلغ عدد الأسر 7,519 أسرة وعدد العائلات 4,429 عائلة مقيمة في المدينة. في حين سجلت الكثافة السكانية 619.6 نسمة لكل كيلومتر مربع (1,604.8/ميل2). وبلغ عدد الوحدات السكنية 7,897 وحدة بمتوسط كثافة قدره 284.7 لكل كيلومتر مربع (737.4/ميل2).
وتوزع التركيب العرقي للمدينة بنسبة 98.11% من البيض و0.42% من الأمريكيين الأفارقة و0.12% من الأمريكيين الأصليين و0.61% من الأمريكيين ذوي الأصول الآسيوية و0.01% من سكان جزر المحيط الهادئ و0.16% من الأعراق الأخرى و0.56% من عرقين مختلطين أو أكثر و0.88% من الهسبانيون أو اللاتينيون من أي عرق.
بلغ عدد الأسر 7,519 أسرة كانت نسبة 27.2% منها لديها أطفال تحت سن الثامنة عشر تعيش معهم، وبلغت نسبة الأزواج القاطنين مع بعضهم البعض 47.7% من أصل المجموع الكلي للأسر، ونسبة 8.5% من الأسر كان لديها معيلات من الإناث دون وجود شريك، بينما كانت نسبة 2.8% من الأسر لديها معيلون من الذكور دون وجود شريكة وكانت نسبة 41.1% من غير العائلات. تألفت نسبة 33.1% من أصل جميع الأسر من عدة أفراد يعيشون في نفس المنزل ونسبة 9.7% كانت تتألف من شخص يعيش بمفرده يبلغ من العمر 65 عاماً أو أكثر. وبلغ متوسط حجم الأسرة المعيشية 2.24، أما متوسط حجم العائلات فبلغ 2.90.
بلغ العمر الوسطي للسكان 40.9 عاماً. وكانت نسبة 20.5% من القاطنين تحت سن الثامنة عشر، وكانت نسبة 4.4% بين الثامنة عشر والرابعة والعشرين عاماً، ونسبة 32.4% كانت واقعةً في الفئة العمرية ما بين الخامسة والعشرين والرابعة والأربعين عاماً، ونسبة 28.1% كانت ما بين الخامسة والأربعين والرابعة والستين، ونسبة 12.4% كانت ضمن فئة الخامسة والستين عاماً فما فوق. يوجد لكل 100 أنثى 88.0 ذكر، ويوجد لكل 100 أنثى في الثامنة عشر من عمرها فما فوق 84.2 ذكر.
بلغ متوسط دخل الأسرة في المدينة 58,557 دولارًا، أما متوسط دخل العائلة فبلغ 73,306 دولارًا. وكان متوسط دخل الذكور 51,831 دولارًا مقابل 37,853 دولارًا للإناث. وسجل دخل الفرد الخاص بالمدينة 34,187 دولارًا. وكانت نسبة 2.8% من العائلات ونسبة 5.2% من السكان تحت خط الفقر، وكان من هؤلاء نسبة 6.5% تحت سن الثامنة عشر ونسبة 6.9% في الخامسة والستين من العمر وما فوق.

### تعداد عام 2010
بلغ عدد سكان نيوبوريبورت 17,416 نسمة بحسب تعداد عام 2010، وبلغ عدد الأسر 7,622 أسرة وعدد العائلات 4,437 عائلة مقيمة في المدينة. في حين سجلت الكثافة السكانية 627.8 نسمة لكل كيلومتر مربع (1,626.0/ميل2). وبلغ عدد الوحدات السكنية 8,264 وحدة بمتوسط كثافة قدره 297.9 لكل كيلومتر مربع (771.6/ميل2).
وتوزع التركيب العرقي للمدينة بنسبة 96.39% من البيض و0.56% من الأمريكيين الأفارقة و0.14% من الأمريكيين الأصليين و1.12% من الأمريكيين ذوي الأصول الآسيوية و0.01% من سكان جزر المحيط الهادئ و0.53% من الأعراق الأخرى و1.25% من عرقين مختلطين أو أكثر و1.67% من الهسبانيون أو اللاتينيون من أي عرق.
بلغ عدد الأسر 7,622 أسرة كانت نسبة 26.6% منها لديها أطفال تحت سن الثامنة عشر تعيش معهم، وبلغت نسبة الأزواج القاطنين مع بعضهم البعض 47.3% من أصل المجموع الكلي للأسر، ونسبة 8.2% من الأسر كان لديها معيلات من الإناث دون وجود شريك، بينما كانت نسبة 2.8% من الأسر لديها معيلون من الذكور دون وجود شريكة وكانت نسبة 41.8% من غير العائلات. تألفت نسبة 34.4% من أصل جميع الأسر من عدة أفراد يعيشون في نفس المنزل ونسبة 12.1% كانت تتألف من شخص يعيش بمفرده يبلغ من العمر 65 عاماً أو أكثر. وبلغ متوسط حجم الأسرة المعيشية 2.23، أما متوسط حجم العائلات فبلغ 2.92.
بلغ العمر الوسطي للسكان 45.9 عاماً. وكانت نسبة 20.8% من القاطنين تحت سن الثامنة عشر، وكانت نسبة 4.7% بين الثامنة عشر والرابعة والعشرين عاماً، ونسبة 22.8% كانت واقعةً في الفئة العمرية ما بين الخامسة والعشرين والرابعة والأربعين عاماً، ونسبة 35.1% كانت ما بين الخامسة والأربعين والرابعة والستين، ونسبة 16.5% كانت ضمن فئة الخامسة والستين عاماً فما فوق. وتوزع التركيب الجنسي للسكان بنسبة 46.5% ذكور و53.5% إناث.

## وصلات خارجية
- الموقع الرسمي